# Lise de Cère
Pour les articles homonymes, voir Cère.
Lise de Cère, de son vrai nom Andrée Saugère, est une écrivaine française. Elle est née à Aubusson (Creuse) le 2 mai 1893, mariée à Jean-Baptiste Buisson en 1915 et morte à Brive le 26 février 1978.

## Biographie
Après 1935, elle publie une cinquantaine de romans, principalement sentimentaux, dans les collections en vogue à l'époque comme la Collection Stella.

## Œuvres
- La Fée du Val d'Érèbe, Paris, S.E.P.I.A., coll. « FAMA » (no 556), 1937, 127 p., 18 cm (BNF 31920717)
- Le Roman de Jo, Paris, Éditions du Petit Écho de la Mode, coll. « Stella » (no 428), 1938, 160 p., In-16 (BNF 31920726)
- Yolande et son démon, Paris, Éditions familiales de France, coll. « Cœur et Vie », 1938, 208 p., In-16 (BNF 31920732)
- L'Amour caché, Paris, Éditions du Petit Écho de la Mode, coll. « Stella » (no 473), 1939, 160 p., In-16 (BNF 31920706)
- Sans lui !, Paris, Éditions du Petit Écho de la Mode, coll. « Stella » (no 495), 1941, 158 p., In-16 (BNF 31920728)
- Le Passant de Sylvette, Toulouse, Chantal, coll. « Idylles », 1942, 219 p., 17 cm (BNF 31920723)
- Le Prisonnier tout seul..., Toulouse, Chantal, coll. « Idylles », 1942, 112 p., 17 cm (BNF 31920724)
- Le Berger qui l'aimait, Paris, Gautier-Languereau, coll. « Pour nos veillées » (no 2), 1944, 189 p., In-16 (BNF 31920709)
- Le Chemin du rêve, Toulouse, Chantal, coll. « Le Roman de Madame », 1945, 207 p., 17 cm (BNF 31920712)
- Le Mari inconnu, Toulouse, Chantal, coll. « Notre Cœur / Idylles », 1945, 112 p., 17 cm (BNF 31920722)
- Au vent des monts bleus, Paris, Gautier-Languereau, coll. « Bibliothèque de ma fille », 1947, 253 p., In-16 (BNF 31920707)
- Le Château sans belle, Paris, Chantal, coll. « Idylles » (no 27), 1947, 17 cm
- Le Reflet d'une ombre, Paris, Gautier-Languereau, coll. « Bibliothèque de ma fille », 1949, 255 p., In-16 (BNF 31920725)
- Bernard mon mari, Paris, Chantal, coll. « Le Roman de Madame », 1949, 183 p., In-16 (BNF 31920710)
- Printemps d'amour, paris, Chantal, coll. « Idylles » (no 38), 1949, 17 cm
- Les Yeux de l'âme  (pièce en deux actes), Paris, Tallandier, coll. « Lisez-moi bleu » (no 110), 5 juillet 1950, In-8 (BNF 41631255)
- La Lampe de chevet, ?, ?, coll. « ? », 1951 ?
- Le cœur s'égare, Marcinelle, Belgique, Dupuis, coll. « Azur » (no 175), 1951, 184 p., 19 cm (BNF 31920713)
- L'Erreur du duc de Gyldis, Marcinelle, Belgique, Dupuis, coll. « Azur » (no 185), 1951, 212 p., 19 cm (BNF 31920715)
- À l'ombre des Capétiens  (pièce en trois actes), Paris, Tallandier, coll. « Lisez-moi bleu » (no 142), 5 novembre 1951, In-8 (BNF 41631254)
- Et s'il revenait un jour, Paris, Chantal, coll. « Le Roman de Madame », 1952, 191 p., In-16 (BNF 31920716)
- Le Scarabée aux ailes d'or, Paris, Éditions du Dauphin, 1952, 223 p., In-16 (BNF 31920729)
- Fée et son poète, Paris, Gautier-Languereau, coll. « Bibliothèque de ma fille », 1953, 255 p., In-16 (BNF 31920718)
- Ma femme d'occasion, Marcinelle, Belgique, Dupuis, coll. « Azur » (no 198), 1953, 239 p., 19 cm (BNF 32954310)
- Le Chantage aux souvenirs, Paris, Le Fétiche, coll. « Les Jours heureux » (no 4), 1954, 224 p., In-16 (BNF 31920711)
- La Croix des regrets, Paris, Éditions du Dauphin, 1954, 237 p., In-16 (BNF 31920714)
- Herbe d'amour herbe folle, Paris, Chantal, coll. « Le Roman de Madame », 1954, 189 p., In-16 (BNF 31920719)
- La valse tourne, Paris, Éditions du Dauphin, 1956, 253 p., In-16 (BNF 31920730)
- Les Roses de l'Espéral, Paris, À la Belle Hélène, 1957, 223 p., In-16 (BNF 31920727)
- Le Voyageur inattendu, Paris, Éditions du Dauphin, 1957, 240 p., In-16 (BNF 31920731)
- Une femme rodée  (sketch en un acte), 1957, 17 p., 27 cm (BNF 40892859) diffusé le 21 octobre 1957 à la Radiodiffusion française, Progr. parisien.
- L'Impossible Retour, Paris, Éditions du Dauphin, 1958, 219 p., In-16 (BNF 31920720)
- La Conquête de Megalune, Paris, Société européenne d'éditions familiales, coll. « Delphine » (no 76), 1958, In-16
- L'Île du désespoir, Paris, Éditions du Dauphin, 1959, 223 p., In-16 (BNF 32945501)
- Cigalette, fleur d'oubli, Marcinelle, Belgique, Dupuis, coll. « Azur » (no 220), 1959, 234 p., 19 cm (BNF 32954310)
- Tendre Isabelle, Paris, Société européenne d'éditions familiales, coll. « Delphine » (no 95), 1960, In-16 (BNF 32954995)
- Silvande aux yeux tristes, Paris, Éditions du Dauphin, 1960, 208 p., In-16 (BNF 32945504)
- Le Château des mirages, Paris, Société européenne d'éditions familiales, coll. « Delphine » (no 107), 1961, In-16
- Une voix du passé, Paris, Éditions du Dauphin, 1962, In-16
- L'amour souffle où il veut, Paris, Éditions du Dauphin, 1963, 213 p., In-16 (BNF 32945498)
- Les Hérauts d'espérance, Paris, France-Empire, coll. « À la Belle Hélène. Club du roman féminin », 1963, In-16
- Des ombres sur l'amour, Paris, Éditions du Dauphin, 1965, 224 p., In-16 (BNF 32945503)
- Le Cyclone, Paris, Éditions du Dauphin, 1966, 224 p., In-16 (BNF 32945499)
- Stella fille sauvage, Paris, France-Empire, coll. « Belle Hélène », 1966, 221 p., In-16 (BNF 32945505)
- Le Moulin des aulnes, Paris, France-Empire, coll. « À la Belle Hélène. Club du roman féminin », 1966, 220 p., In-16 (BNF 32945502)
- Le Cyclone, Paris, Éditions du Dauphin, 1966, 224 p., In-16 (BNF 32945499)